# Zalotka czerwonawa
Zalotka czerwonawa (Leucorrhinia rubicunda) – gatunek owada z rzędu ważek należący do podrzędu ważek różnoskrzydłych i rodziny ważkowatych (Libellulidae). 
Wygląd
Niewielka ważka z białym czołem. Samiec ma czerwone nasady skrzydeł i czerwono-rude plamki na czarnym odwłoku. Długość ciała 38 mm, a rozpiętość skrzydeł 62 mm.
Występowanie
Występuje w północnej i środkowej Europie i dalej na wschód po północno-wschodni Kazachstan i środkową Syberię (aż po jezioro Bajkał). Występuje w prawie całej Polsce, z wyjątkiem Karpat i Sudetów. Osobniki dorosłe pojawiają się pod koniec kwietnia i latają do lipca. Zasiedlają torfowiska i oczka śródleśne. Bardzo często występują w parze.